# Popowo (Nowa Sól)
Popowo [pronunciación en polaco: /pɔˈpɔvɔ/] (en alemán: Poppe) es un pueblo en el distrito administrativo de Gmina Bytom Odrzańesquí, dentro del  Distrito de Nowa Sól, Voivodato de Lubusz, en el oeste de Polonia. Se encuentra aproximadamente 6 kilómetros al sur de Bytom Odrzańesquí, 15 kilómetros al sureste de Nowa Sól, y 35 kilómetros al sureste de Zielona Góra.
El pueblo tiene una población de 63 habitantes.